# Несправжній паразитизм
Несправжній паразитизм, або псевдопаразитизм (від дав.-гр. ψεύδω — обманюю; вводжу в оману та лат. parasītus — співтрапезник; дармоїд)  — це випадкове нетривале існування вільноживучого організму в тілі іншої тварини (наприклад, в його кишечнику). Прикладом псевдопаразитизму є кормові кліщі або дощові черви, які випадково потрапляють у кишки тварин і за певних умов можуть спричинити порушення травлення. Псевдопаразитами є, наприклад, личинки звичайної м'ясної, кімнатної та інших мух, які можуть випадково проникнути і тимчасово жити в кишечнику людини і тварин. Серед нематод–рабдитид (Rhabditida Chitwood, 1933) є несправжні паразити, скоріше, коменсали, що живуть в кишечнику деяких ссавців, наприклад Probstmayria vivipara (Probstmayr, 1865).